# Dittersbach (Neuhausen)
Dittersbach ist ein Ortsteil von Neuhausen/Erzgeb. im sächsischen Landkreis Mittelsachsen. Er wurde am 1. Juli 1950 eingemeindet.

## Geographie

### Geographische Lage und Verkehr

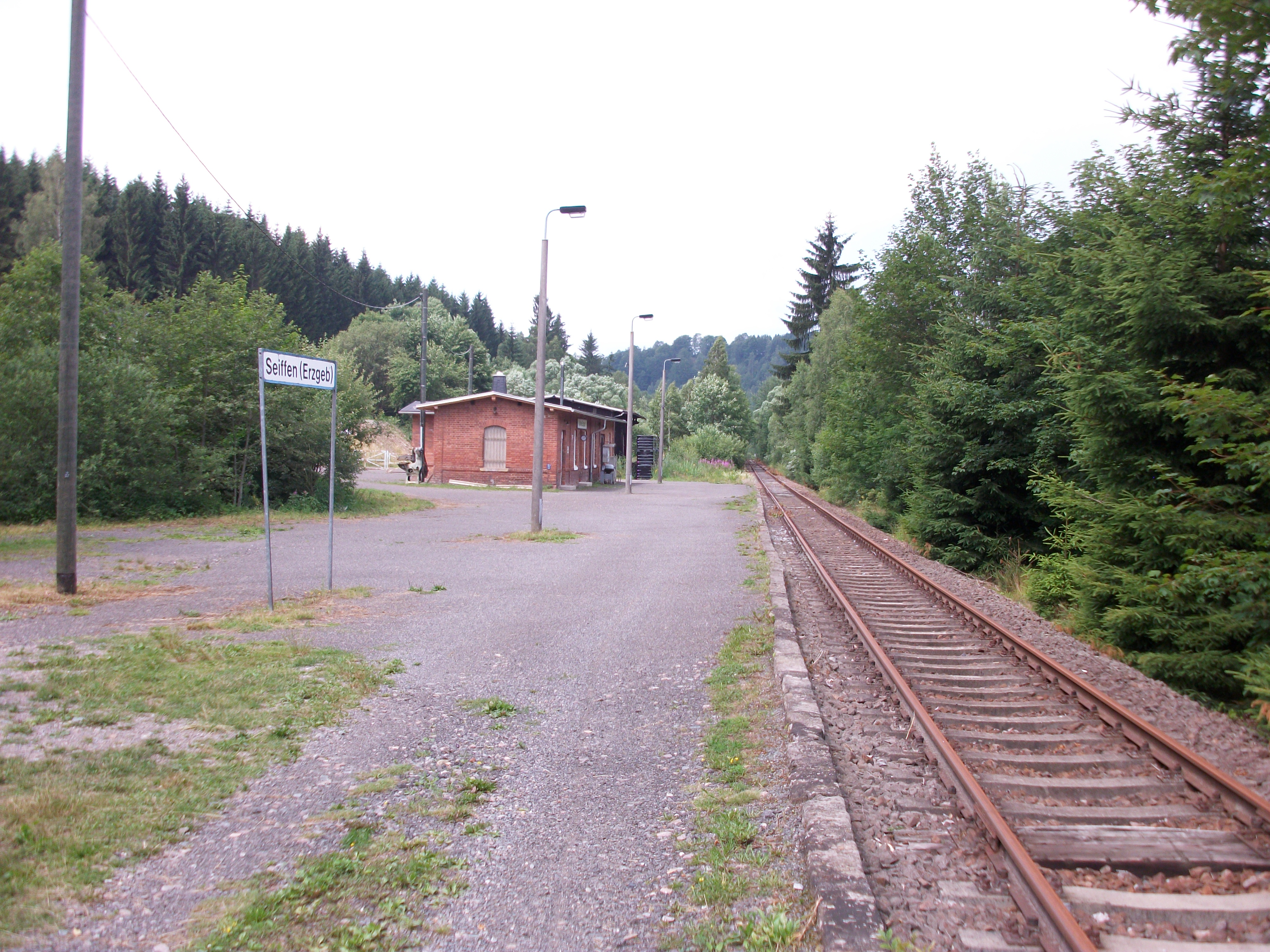
Haltepunkt Seiffen (Erzgeb) in der Dittersbacher Flur (2017)

Dittersbach liegt im äußersten Süden des Landkreises Mittelsachsen nahe der sächsisch-böhmischen, d. h. der deutsch-tschechischen, Grenze auf etwa 592 m im sächsischen Teil des Erzgebirges. Der Ort liegt im oberen Tal der Flöha, westlich von Neuhausen und östlich von Heidersdorf. Die gesamte Ortsflur von Dittersbach befindet sich im Naturpark Erzgebirge/Vogtland.
Mit der Eröffnung der Bahnstrecke Pockau-Lengefeld–Neuhausen (Flöhatalbahn) wurde am 1. Oktober 1895 die Haltestelle Dittersbach-Seiffen auf Dittersbacher Flur eröffnet. Der 1951 in Seiffen (Erzgeb) umbenannte Haltepunkt wurde bis zum 9. Juni 2001 im Personennahverkehr bedient. Der Streckenabschnitt zwischen Olbernhau-Grünthal und Neuhausen, auf dem auch der Haltepunkt Seiffen (Erzgeb) liegt, wurde im Dezember 2023 stillgelegt. Die Gemeinde Seiffen/Erzgeb., welche dem Haltepunkt den heutigen Namen gab, befindet sich südlich des Haltepunkt jenseits der Grenze des Landkreises Mittelsachsen zum Erzgebirgskreis.

### Nachbarorte
| Sayda mit Mortelgrund             |                                             |                   |
| Heidersdorf mit Niederseiffenbach | Kompassrose, die auf Nachbargemeinden zeigt | Neuhausen/Erzgeb. |
|                                   | Seiffen/Erzgeb.                             |                   |

## Geschichte

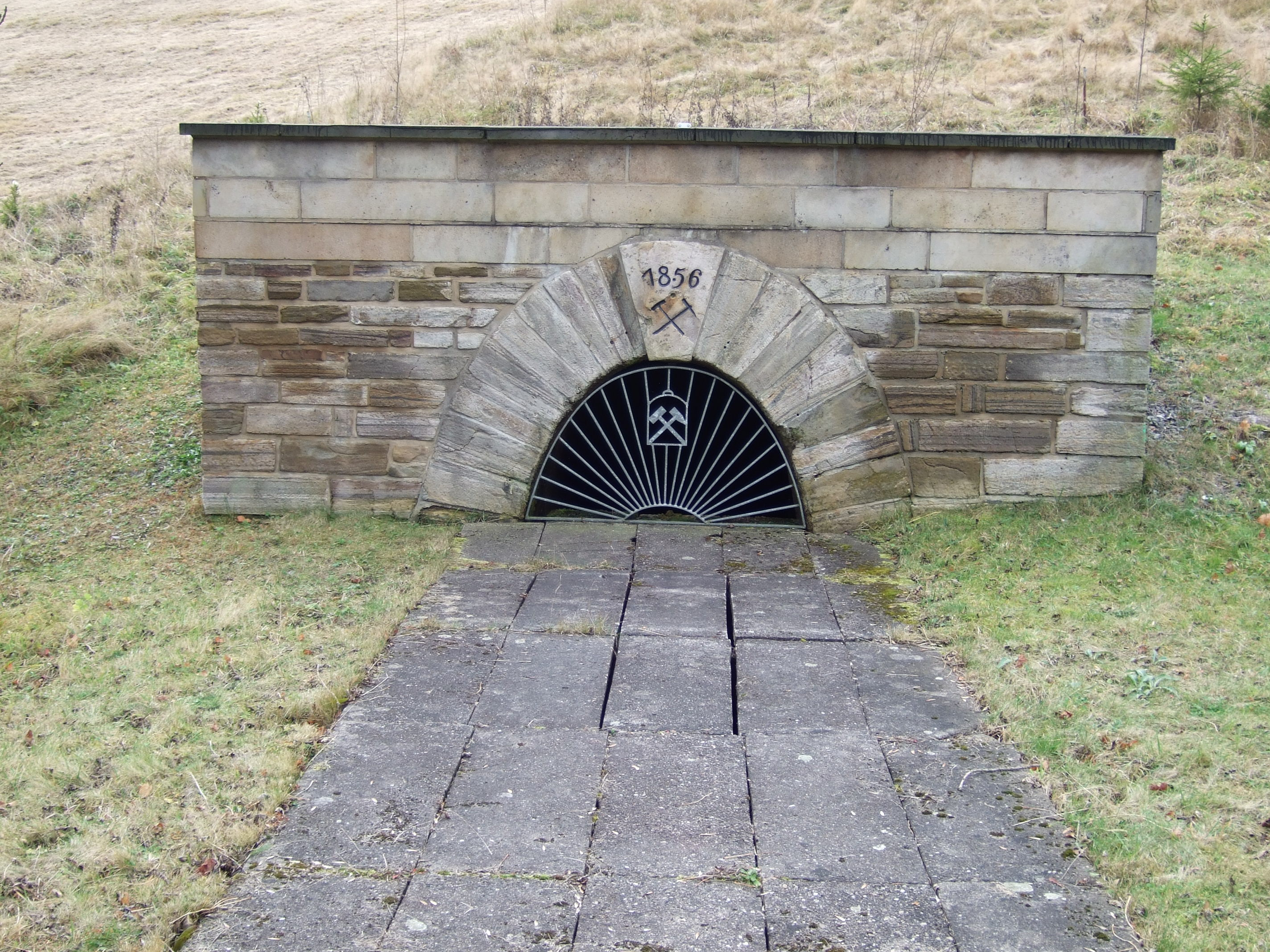
Dittersbacher Rösche

Dittersbach wurde 1451 als Ditterspach ersterwähnt und später 1540 als Dittersbach bzw. 1875 als Dittersbach b. Sayda erneut aufgeführt. Der Ort wurde von einem Richter und 10 Mann gegründet und war bis nach dem Dreißigjährigen Krieg ein Bauerndorf. Später, Ende des 17. Jahrhunderts, entstanden auch ein Eisenhammer und Mühlen. Bezüglich der Grundherrschaft gehörte der Ort zum Rittergut Purschenstein und somit bis ins 19. Jahrhundert zur Herrschaft Purschenstein, welches wiederum bis 1856 im kursächsischen bzw. königlich-sächsischen Kreisamt Freiberg lag. Ab 1856 gehörte der Ort zum Gerichtsamt Sayda und ab 1875 zur Amtshauptmannschaft Freiberg.
Bis zur Eingemeindung am 1. Juli 1950 nach Neuhausen/Erzgeb. war Dittersbach seit der Mitte des 19. Jahrhunderts selbständig, allerdings in Schul- und Kirchenangelegenheiten von jeher nach Neuhausen gehörig. Durch die zweite Kreisreform in der DDR kam Dittersbach im Jahr 1952 zum Kreis Marienberg im Bezirk Chemnitz (1953 in Bezirk Karl-Marx-Stadt umbenannt), der ab 1990 als sächsischer Landkreis Marienberg fortgeführt wurde. Am 1. Januar 1994 schlossen sich die Gemeinden Neuhausen und Cämmerswalde mit ihren Ortsteilen zur neuen Gemeinde Neuhausen/Erzgeb. zusammen, wodurch Dittersbach als bisheriger Ortsteil der alten Gemeinde Neuhausen mit in den Landkreis Brand-Erbisdorf wechselte. Dieser ging noch im selben Jahr im Landkreis Freiberg und 2008 im Landkreis Mittelsachsen auf. 
| Jahr      | 1551                           | 1764                         | 1834 | 1871 | 1890 | 1910 | 1925 | 1939 | 1946 |
| --------- | ------------------------------ | ---------------------------- | ---- | ---- | ---- | ---- | ---- | ---- | ---- |
| Einwohner | 11 besessene Mann, 29 Inwohner | 10 besessene Mann, 9 Häusler | 233  | 306  | 404  | 464  | 417  | 458  | 558  |

1925 lebten in Dittersbach 408 Lutheraner und 9 Katholiken.

## Belege
1. ↑  Der Haltepunkt Seiffen (Erzgeb) auf www.sachsenschiene.net
2. 1 2  Dittersbach (5) – HOV | ISGV. Abgerufen am 15. Oktober 2023.
3. ↑  Dittersbach - Neuhausen / Erzgeb. 9. Juli 2019, abgerufen am 15. Oktober 2023 (deutsch).
4. ↑  Karlheinz Blaschke, Uwe Ulrich Jäschke: Kursächsischer Ämteratlas. Leipzig 2009, ISBN 978-3-937386-14-0; S. 72 f.
5. ↑  Die Amtshauptmannschaft Freiberg im Gemeindeverzeichnis 1900
6. ↑  Dittersbach auf gov.genealogy.net